# Ivo Karlović
Ivo Karlović (Zagreb, Iugoslàvia, 28 de febrer de 1979) és un tennista professional croat retirat.
Al llarg de la seva trajectòria ha guanyat un total de vuit títols individuals i dos més en dobles que li van permetre arribar al catorzè lloc del rànquing individual i al 44è en dobles masculins. Va formar part de l'equip croat de Copa Davis en diversos ocasions, on va disputar dues finals (2005 i 2016), guanyant el títol en la primera.
Va esdevenir el tennista més alt de la història gràcies als seus 211 centímetres d'altura, fita que posteriorment va compartir amb l'estatunidenc Reilly Opelka. També va destacar pel seu poderós servei que va convertir en la base del seu joc. Va establir el rècord de servei més ràpid en el tennis professional amb 251 km/h (2011), però posteriorment va ser superat no oficialment per Samuel Groth l'any 2012, i oficialment per John Isner l'any 2016. Tanmateix va establir la marca més serveis directes de tots els temps, establint la seva marca final en 13.728 (sense comptar Copa Davis), però la seva marca va ser superada també per Isner l'any 2022.
El 2019 es va classificar per la final de Poona, esdevenint el tennista més veterà en disputar una final del circuit ATP des de Ken Rosewall el 1977, amb 43 anys. L'any següent va esdevenir el tennista mes veterà en guanyar un partit en un torneig de Grand Slam.

## Biografia
Fill de Vlado i Gordana, meteoròleg i agricultora respectivament, i té una germana anomenada Anna.
Es va casar amb Alsi el 29 de març de 2005, i van tenir una filla anomenada Jada Valentina al setembre de 2011.

## Palmarès

### Individual: 19 (8−11)
| Llegenda (pre/post 2009)                                 |
| -------------------------------------------------------- |
| Grand Slams (0−0)                                        |
| Tennis Masters Cup / ATP Finals (0−0)                    |
| ATP Masters Series / ATP World Tour Masters 1000 (0−0)   |
| ATP International Series Gold / ATP World Tour 500 (0−1) |
| ATP International Series / ATP World Tour 250 (8−10)     |

| Títols per superfície |
| --------------------- |
| Dura (4−6)            |
| Gespa (3−4)           |
| Terra batuda (1−1)    |

| Resultat  | Núm. | Data                 | Torneig                         | Superfície   | Oponent               | Marcador                |
| --------- | ---- | -------------------- | ------------------------------- | ------------ | --------------------- | ----------------------- |
| Finalista | 1.   | 12 de juny de 2005   | Londres, Regne Unit             | Gespa        | Andy Roddick          | 6−7(7), 6−7(4)          |
| Finalista | 2.   | 18 de febrer de 2007 | San José, Estats Units          | Dura         | Andy Murray           | 7−6(7), 4−6, 6−7(2)     |
| Guanyador | 1.   | 15 d'abril de 2007   | Houston, Estats Units           | Terra batuda | Mariano Zabaleta      | 6−4, 6−1                |
| Guanyador | 2.   | 24 de juny de 2007   | Nottingham, Regne Unit          | Gespa        | Arnaud Clément        | 3−6, 6−4, 6−4           |
| Guanyador | 3.   | 14 d'octubre de 2007 | Estocolm, Suècia                | Dura (i)     | Thomas Johansson      | 6−3, 3−6, 6−1           |
| Guanyador | 4.   | 21 de juny de 2008   | Nottingham (2)                  | Gespa        | Fernando Verdasco     | 7−5, 6−7(4), 7−6(8)     |
| Finalista | 3.   | 28 de febrer de 2010 | Delray Beach, Estats Units      | Dura         | Ernests Gulbis        | 2−6, 3−6                |
| Guanyador | 5.   | 21 de juliol de 2013 | Bogotà, Colòmbia                | Dura         | Alejandro Falla       | 6−3, 7−6(4)             |
| Finalista | 4.   | 16 de febrer de 2014 | Memphis, Estats Units           | Dura (i)     | Kei Nishikori         | 4−6, 6−7(0)             |
| Finalista | 5.   | 24 de maig de 2014   | Düsseldorf, Alemanya            | Terra batuda | Philipp Kohlschreiber | 2−6, 6−7(4)             |
| Finalista | 6.   | 13 de juliol de 2014 | Newport, Estats Units           | Gespa        | Lleyton Hewitt        | 3−6, 7−6(4), 6−7(3)     |
| Finalista | 7.   | 20 de juliol de 2014 | Bogotà                          | Dura         | Bernard Tomic         | 6−7(5), 6−3, 6−7(4)     |
| Guanyador | 6.   | 22 de febrer de 2015 | Delray Beach                    | Dura         | Donald Young          | 6−3, 6−3                |
| Finalista | 8.   | 19 de juliol de 2015 | Newport (2)                     | Gespa        | Rajeev Ram            | 6−7(5), 7−5, 6−7(2)     |
| Guanyador | 7.   | 17 de juliol de 2016 | Newport                         | Gespa        | Gilles Müller         | 6−7(2), 7−6(5), 7−6(12) |
| Finalista | 9.   | 24 de juliol de 2016 | Washington DC, Estats Units     | Dura         | Gaël Monfils          | 7−5, 6−7(6), 4−6        |
| Guanyador | 8.   | 13 d'agost de 2016   | Los Cabos, Mèxic                | Dura         | Feliciano López       | 7−6(5), 6−2             |
| Finalista | 10.  | 18 de juny de 2017   | 's-Hertogenbosch, Països Baixos | Gespa        | Gilles Müller         | 6−7(5), 6−7(4)          |
| Finalista | 11.  | 5 de gener de 2019   | Poona, Índia                    | Dura         | Kevin Anderson        | 6−7(4), 7−6(2), 6−7(5)  |

### Dobles masculins: 3 (2−1)
| Llegenda (pre/post 2009)                                 |
| -------------------------------------------------------- |
| Grand Slams (0−0)                                        |
| Tennis Masters Cup / ATP Finals (0−0)                    |
| ATP Masters Series / ATP World Tour Masters 1000 (0−0)   |
| ATP International Series Gold / ATP World Tour 500 (1−0) |
| ATP International Series / ATP World Tour 250 (1−1)      |

| Títols per superfície |
| --------------------- |
| Dura (1−1)            |
| Gespa (1−0)           |
| Terra batuda (0−0)    |

| Resultat  | Núm. | Data                 | Torneig                         | Superfície | Parella             | Oponents                      | Marcador         |
| --------- | ---- | -------------------- | ------------------------------- | ---------- | ------------------- | ----------------------------- | ---------------- |
| Guanyador | 1.   | 26 de febrer de 2006 | Memphis, Estats Units           | Dura (i)   | Chris Haggard       | James Blake Mardy Fish        | 0−6, 7−5, [10−5] |
| Finalista | 1.   | 30 de juliol de 2007 | Indianapolis, Estats Units      | Dura       | Teymuraz Gabashvili | J.M. del Potro Travis Parrott | 6−3, 2−6, [6−10] |
| Guanyador | 2.   | 14 de juny de 2015   | 's-Hertogenbosch, Països Baixos | Gespa      | Łukasz Kubot        | P-H. Herbert Nicolas Mahut    | 6−2, 7−6(9)      |

### Equips: 3 (2−1)
| Resultat  | Núm. | Data                      | Torneig                            | Superfície   | Equip                                      | Oponents                                                           | Marcador |
| --------- | ---- | ------------------------- | ---------------------------------- | ------------ | ------------------------------------------ | ------------------------------------------------------------------ | -------- |
| Guanyador | 1.   | 2 − 4 de desembre de 2005 | Copa Davis, Bratislava, Eslovàquia | Dura (i)     | Mario Ančić Goran Ivanišević Ivan Ljubičić | Dominik Hrbatý Karol Kučera Michal Mertiňák                        | 3−2      |
| Guanyador | 2.   | 27 de maig de 2006        | Copa del món, Düsseldorf, Alemanya | Terra batuda | Mario Ančić Ivan Ljubičić                  | Nicolas Kiefer Michael Kohlmann Alexander Waske                    | 2−1      |
| Finalista | 1.   | 25 − 26 d'octubre de 2016 | Copa Davis, Zagreb, Croàcia        | Dura (i)     | Marin Čilić Ivan Dodig Franko Škugor       | Federico Delbonis Leonardo Mayer Guido Pella Juan Martín del Potro | 2−3      |

## Trajectòria

### Individual
| Torneig | 2000 | 2001        | 2002        | 2003        | 2004  | 2005        | 2006        | 2007        | 2008  | 2009        | 2010        | 2011        | 2012  | 2013        | 2014        | 2015        | 2016  | 2017        | 2018        | 2019        | 2020        | 2021 | Títols    | V − D     |
| --- | ---- | ----------- | ----------- | ----------- | ----- | ----------- | ----------- | ----------- | ----- | ----------- | ----------- | ----------- | ----- | ----------- | ----------- | ----------- | ----- | ----------- | ----------- | ----------- | ----------- | ---- | --------- | --------- |
| Open d'Austràlia | A    | Q3          | Q2          | A           | 2R    | 1R          | 1R          | 1R          | 3R    | 2R          | 4R          | 1R          | 3R    | 1R          | 1R          | 2R          | 1R    | 3R          | 3R          | 2R          | 2R          | A    | 0 / 17    | 16−17     |
| Roland Garros | A    | A           | Q1          | Q2          | 1R    | 1R          | 2R          | 2R          | 1R    | 1R          | A           | 1R          | 1R    | A           | 3R          | 1R          | 3R    | 2R          | 1R          | 2R          | Q2          | A    | 0 / 14    | 8−14      |
| Wimbledon | Q3   | Q2          | Q1          | 3R          | 4R    | 1R          | 1R          | 1R          | 1R    | QF          | A           | 2R          | 2R    | A           | 1R          | 4R          | 2R    | 1R          | 2R          | 2R          | NC          | Q1   | 0 / 15    | 17−15     |
| US Open | Q1   | Q2          | Q1          | 3R          | 1R    | 2R          | 1R          | 1R          | 3R    | 1R          | A           | 3R          | 1R    | 2R          | 2R          | 2R          | 4R    | 1R          | Q2          | 1R          | 1R          | 1R   | 0 / 17    | 13−17     |
| Jocs Olímpics | A    | No celebrat | No celebrat | No celebrat | 3R    | No celebrat | No celebrat | No celebrat | A     | No celebrat | No celebrat | No celebrat | A     | No celebrat | No celebrat | No celebrat | A     | No celebrat | No celebrat | No celebrat | No celebrat | A    | 0 / 1     | 2−1       |
| Total Victòries/Derrotes                                                                                                   | 2−0  | 0−1         | 1−4         | 9−7         | 18−26 | 17−23       | 17−19       | 43−21       | 31−26 | 23−23       | 17−9        | 16−21       | 16−17 | 15−13       | 36−28       | 38−25       | 32−24 | 15−20       | 11−16       | 11−15       | 1−4         | 2−4  | 371 − 346 | 371 − 346 |
| Rànquing a final d'any | 286  | 193         | 201         | 73          | 61    | 70          | 98          | 22          | 26    | 37          | 73          | 56          | 100   | 78          | 27          | 23          | 20    | 80          | 100         | 95          | 147         | 273  |           |           |
| Llegenda: G: Guanyador; F: Finalista; SF: Semifinalista; QF: Quarts de final; Q: Qualificació; A: Absent; RR: Round Robin; |      |             |             |             |       |             |             |             |       |             |             |             |       |             |             |             |       |             |             |             |             |      |           |           |

### Dobles masculins
| Torneig | 2003 | 2004  | 2005 | 2006 | 2007 | 2008 | 2009 | 2010 | 2011 | 2012  | 2013 | 2014 | 2015 | 2016 | 2017 | 2018 | Títols | V − D  |
| --- | ---- | ----- | ---- | ---- | ---- | ---- | ---- | ---- | ---- | ----- | ---- | ---- | ---- | ---- | ---- | ---- | ------ | ------ |
| Open d'Austràlia | A    | 3R    | 1R   | QF   | 1R   | 1R   | 2R   | SF   | 1R   | 1R    | A    | 1R   | 1R   | A    | A    | A    | 0 / 11 | 10−11  |
| Roland Garros | A    | 2R    | 1R   | 1R   | A    | A    | 1R   | A    | 2R   | A     | A    | A    | A    | 1R   | A    | A    | 0 / 6  | 2−6    |
| Wimbledon | A    | 1R    | 3R   | A    | A    | A    | A    | A    | 2R   | 2R    | A    | A    | A    | A    | A    | A    | 0 / 4  | 4−4    |
| US Open | A    | 2R    | A    | 1R   | 2R   | 1R   | A    | A    | 2R   | 1R    | A    | 1R   | A    | A    | A    | A    | 0 / 7  | 3−7    |
| Total Victòries/Derrotes                                                                                                   | 2−2  | 11−12 | 7−9  | 16−8 | 7−9  | 2−11 | 5−8  | 7−5  | 6−11 | 10−11 | 5−4  | 1−6  | 3−2  | 0−1  | 0−0  | 4−3  | 91−109 | 91−109 |
| Rànquing a final d'any | 278  | 87    | 109  | 66   | 153  | 375  | 176  | 82   | 162  | 140   | 248  | 812  | 277  | −    | −    | 270  |        |        |
| Llegenda: G: Guanyador; F: Finalista; SF: Semifinalista; QF: Quarts de final; Q: Qualificació; A: Absent; RR: Round Robin; |      |       |      |      |      |      |      |      |      |       |      |      |      |      |      |      |        |        |